# Secerători odihnindu-se într-un câmp de grâu
Secerători odihnindu-se într-un câmp de grâu este o pictură în ulei realizată de pictorul american impresionist John Singer Sargent în 1885, aflată acum la Museum of Fine Arts din Boston. Realizată în ulei pe pânză, prezintă o scenă amplasată într-un câmp de grâu din apropierea satului Broadway, Worcestershire.

## Descriere
Tabloul prezintă un grup de fermieri englezi de grâu care se odihnesc pe câmpul lor în timpul recoltării. Secerătorii sunt așezați într-un semicerc, cu secerile la pământ. După cum reiese din grămezile de grâu de pe câmp, recolta este în curs de desfășurare. Cerul din fundal este ușor acoperit de nori, în timp ce câțiva copaci oferă un fundal verde puternic care contrastează cu câmpul galben al grâului. Aspectele picturii constau în tușe lungi, ondulate, un stil în ton cu tendințele impresioniste ale lui Sargent.
Sargent a petrecut toamna anului 1885 în Cotswolds din sudul Angliei, unde a fost realizată pictura.